# Histoire des médias en Acadie
Les médias, en particulier la presse écrite, ont joué un rôle important dans le développement de la culture acadienne à partir du milieu du XIXe siècle et ont souvent été au centre des aspirations politiques et économiques. Les Acadiens sont généralement minoritaires et moins fortunés que leurs compatriotes, ce qui a influencé l'histoire des médias en Acadie.

## Presse écrite

### Contexte

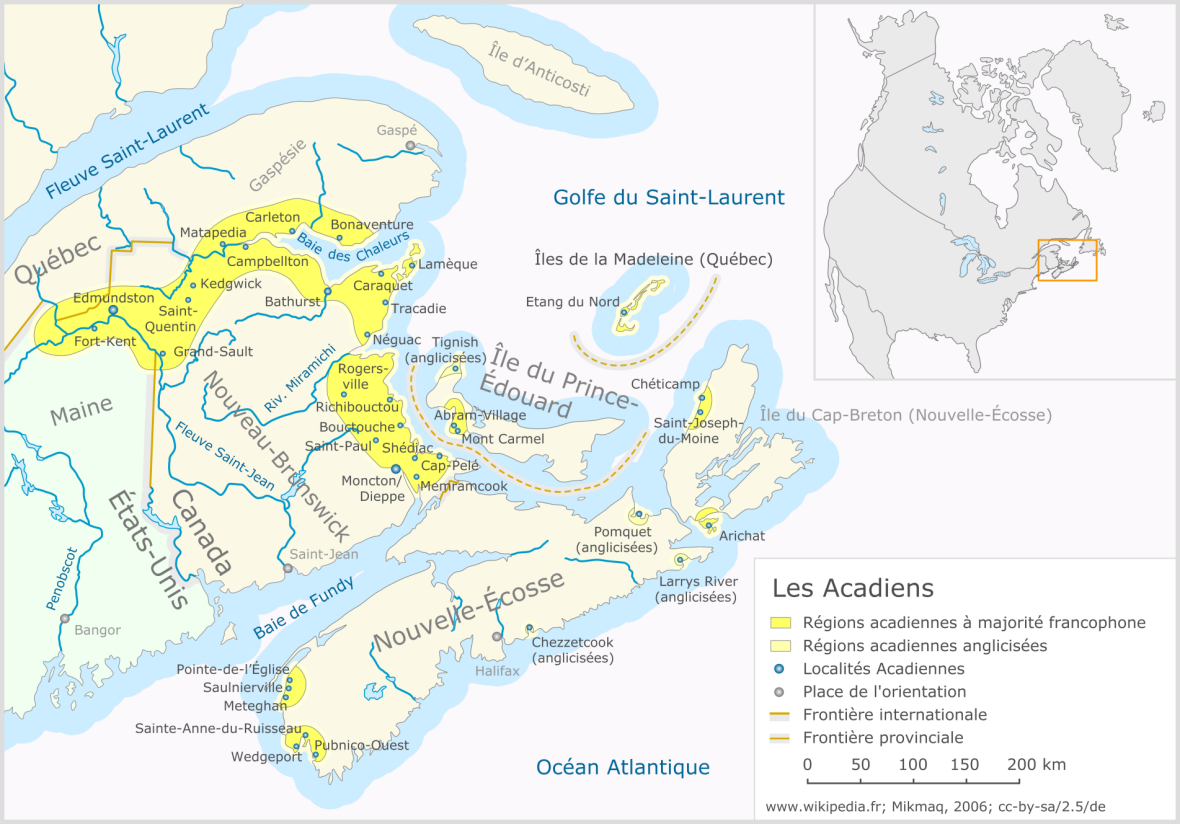
Cette carte montre les principales communautés acadiennes du Canada ainsi que celle du nord des États-Unis. On retrouve aussi une communauté significative dans le Sud des États-Unis, en Louisiane.

Plusieurs facteurs ont influencé la fondation et la survie des journaux acadiens, tels que la croissance démographique et la répartition de la population, le niveau de scolarité, le dynamisme économique, les transports et les communications. Au début du XXe siècle, l'Acadie comptait seulement 11 journaux, comparativement à 231 journaux franco-américains et 50 franco-ontariens. La population d'origine française a augmenté de façon importante en Acadie entre 1871 et 1911, soit 120 % d'augmentation au Nouveau-Brunswick, 58 % en Nouvelle-Écosse et 41 % à l'Île-du-Prince-Édouard. Malgré cette augmentation, le développement de la presse était freiné par l'éparpillement de la population acadienne. De plus, les grandes agglomérations, propices au développement des journaux, comptaient peu d'Acadiens. Par rapport au niveau de scolarisation, des personnalités acadiennes du XIXe dont Israël Landry ont dénoncé l'ignorance des Acadiens ainsi que leur manque d'intérêt envers leurs médias. Le manque de moyens financiers a mis fin à de nombreux journaux. Le choix de l'emplacement de l'imprimerie était et est probablement toujours important car certaines régions acadiennes sont mal desservies en matière de transport, rendant difficile la distribution de journaux quotidiens.
Avant la fondation du premier journal acadien en 1867, la Nouvelle-Écosse possédait déjà des journaux anglophones depuis 1752, le Nouveau-Brunswick depuis 1783 et l'Île-du-Prince-Édouard depuis 1787. Ces trois provinces avaient déjà vu la parution de 516 titres différents, incluant un gaélique et un allemand. Saint-Jean a elle seule en a publié 135.

### Presse pionnière

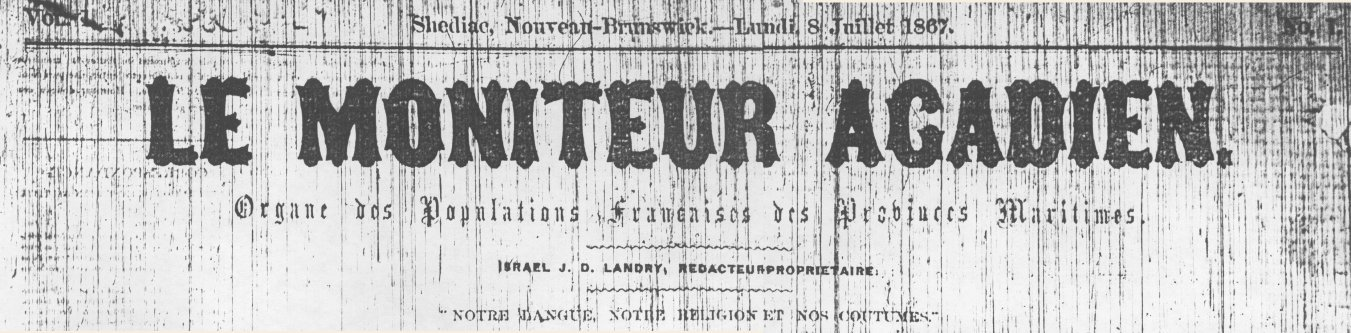
L'entête du premier numéro du Moniteur acadien.

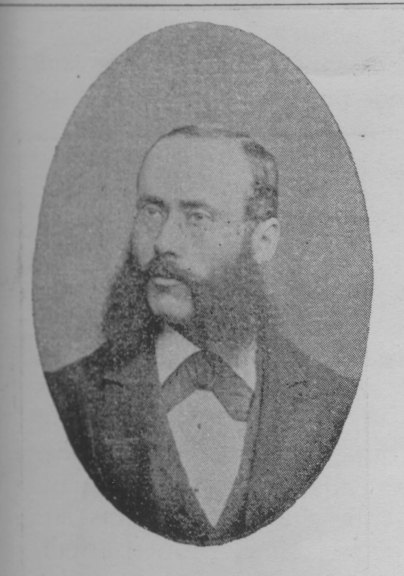
Israël Landry

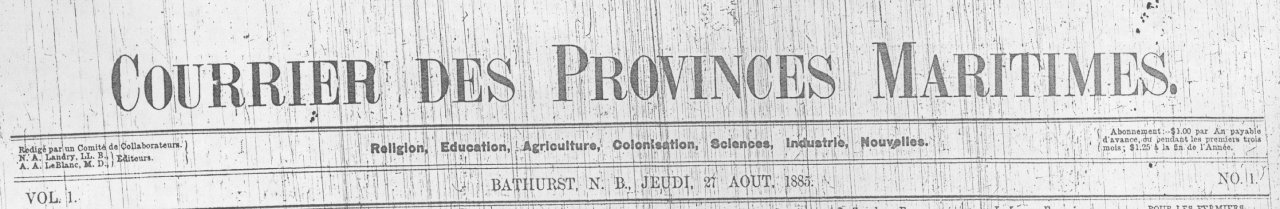
Le premier numéro du Courrier des provinces maritimes.

Le Moniteur acadien, le premier journal acadien du Canada, est publié à Shédiac à partir du 5 mars 1867 par Israël Landry, un Canadien français du Québec. Shédiac est alors une prospère ville portuaire de 5 000 habitants. Le journal est un succès, étant le seul en ville. Landry démissionne tout de même quelques mois plus tard, à cause des difficultés financières, et parce qu'il n'est pas appuyé par l'élite acadienne, probablement à cause de son origine québécoise, et que le clergé lui reproche son ton trop agressif. Le Moniteur acadien était en effet un journal engagé et conservateur.
En 1869, A. Béchard annonce son intention de fonder Le Réveil à Fredericton mais laisse tomber à cause du faible nombre d'abonnements. Ce journal s'annonçait conservateur et lié aux hommes politiques. Moïse Cormier publie ensuite L'Étoile du Nord pendant quelque temps à Saint-Jean. Le deuxième journal durable est Le Courrier des provinces maritimes, fondé en 1885 à Bathurst par l'élite du comté de Gloucester, dont Valentin Landry. Dans son message aux lecteurs du premier numéro, il annonce vouloir défendre les intérêts des Acadiens, dans la tradition du Moniteur acadien, et qu'il « parlera religion, éducation, agriculture, colonisation, science, industrie ». Selon une étude de Phylis Leblanc, la direction du journal laisse en fait peu de place à ces sujets. Son nombre d'abonnés passe de 800 à un maximum de 2 800 en 1887. Le journal est vendu à Peter Veniot en 1891 puis à Onésiphore Turgeon en 1900, qui en cessera la publication en décembre 1903, probablement pour des raisons budgétaires.

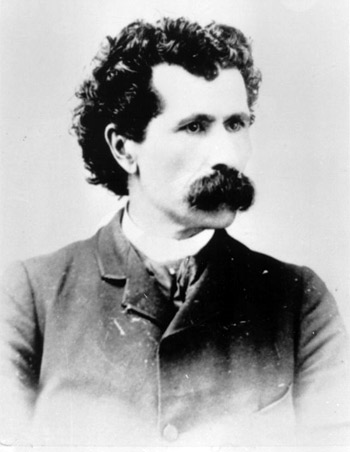
Valentin Landry.

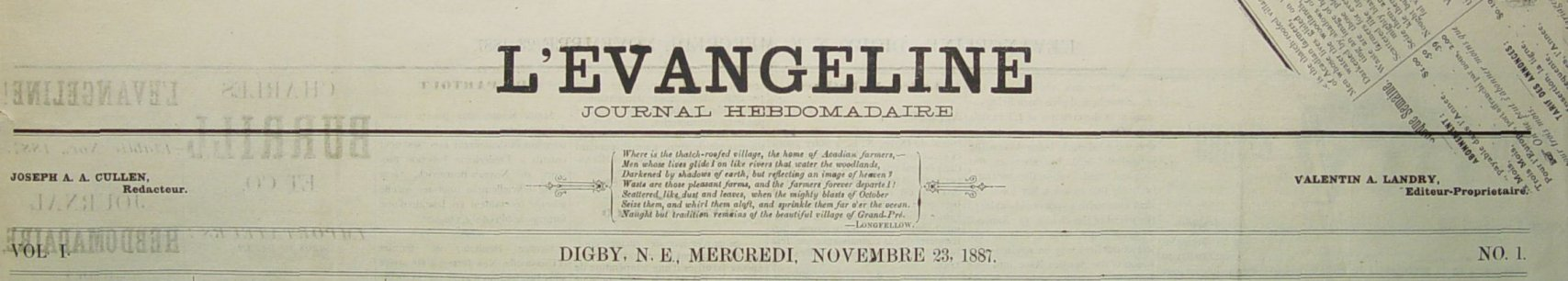
Le premier numéro de L'Évangéline.

Le premier journal acadien de la Nouvelle-Écosse, L'Avenir, est fondé en 1880 à Digby. On connait peu cette publication qui, après avoir disparu pendant plusieurs années, est publiée à nouveau à Yarmouth avant de disparaître définitivement vers 1883. L'Acadie libérale est publié à Methegan entre 1890 et 1893 par J.B. de Vicq, un belge qui annonce un honnête « journal de campagne » qui ne contiendra « rien de nature à blesser la morale et la décence ».
Après avoir quitté Le Courrier des provinces maritimes, Valentin Landry fonde L'Évangéline en Nouvelle-Écosse. Il explique dans le premier numéro du 23 novembre 1887 que les 41 000 Acadiens de la Nouvelle-Écosse et les 10 000 de l'Île-du-Prince-Édouard méritent un journal francophone si les 50 000 du Nouveau-Brunswick en ont déjà deux. Il redoute alors l'ouverture d'un troisième journal dans cette province qui serait mal accueillie par Le Moniteur acadien. Il décide d'installer l'imprimerie à Digby, car cette ville est facilement accessible en chemin de fer et en traversier. Par ailleurs, Valentin Landry a déjà étudié dans la province et a épousé la fille d'un député néo-écossais. De plus, il évoque une raison sentimentale, car Digby est situé près de Port-Royal, le premier établissement permanent de l'Acadie et c'est possiblement pour cette raison qu'il nomme son journal d'après l'héroïne du roman Evangéline de Henry Longfellow. Dans ce premier numéro, Landry affirme aussi qu'il veut se préoccuper de tous les sujets ayant une importance pour les Acadiens de la Nouvelle-Écosse et d'ailleurs et qu'il veut faire connaître ses opinions sur la politique avec courage et franchise. Dans la pratique, le journal de 4 pages traite de deux thèmes principaux, soit l'agriculture et l'éducation. Il traite aussi de l'hygiène, de la langue, de la religion, du nationalisme, de la colonisation et de l'émigration ainsi que de la condition féminine. Le journal véhicule ainsi les opinions du clergé et de l'élite acadienne, se distinguant probablement peu des autres journaux francophones du Canada à ce sujet.
L'Évangéline est généralement bien accueilli, à part certaines critiques dont le Windsor Tribune qui affirme s'opposer à  «cet esprit séparatiste qui veut conserver un journal français dans notre colonie anglophone de Nouvelle-Écosse »,. Il y a déjà 2 000 abonnés avant l'ouverture, et près de 800 de plus la première année, répartis également entre la Nouvelle-Écosse et le Nouveau-Brunswick, ainsi que quelques-uns à l'Île-du-Prince-Édouard, au Québec, en Ontario, aux États-Unis et en France. En 1889, deux ans après la fondation, Landry déménage l'imprimerie à Weymouth parce que la population y est majoritairement francophone, que la ville est aussi facilement accessible que Digby mais que le coût de la vie y est moins élevé. Landry en profite pour acheter du meilleur matériel pour pouvoir imprimer un nouveau journal anglophone, le 
Weymouth Free Press.
Le prête eudiste d'origine française Jules Lanos fonde L'Acadie à Weymouth en 1900. Il lutte contre L'Évangéline et s'attaque directement à Valentin Landry, en fondant aussi le Sissiboo Echo, un journal anglophone concurrent du Weymouth Free Press. Dans ses journaux, Lanos critique la ferveur de Landry. D'autres publications participent à la polémique, plusieurs personnalités dont Pascal Poirier demandent ensuite que cessent ces querelles. L'Acadie disparait en 1904 et Valentin Landry en profite pour déménager L'Évangéline à Moncton, au Nouveau-Brunswick.
Dans son éditorial du 1er décembre 1904, Valentin Landry confirme les rumeurs du déplacement de L'Évangéline à Moncton, au Nouveau-Brunswick. Il explique ce choix par l'importance grandissante de cette ville pour l'Acadie et du fait que la ville de Weymouth est trop petite et éloignée pour assurer la survie du journal. Il affirme également qu'il y pensait depuis un certain temps mais que l'ouverture de L'Acadie par Jules Lanos l'en a empêché. Le refus du gouvernement provincial de lui accorder une subvention à laquelle a droit tout journal publiant les débats de l'Assemblée législative de la Nouvelle-Écosse a aussi joué dans sa décision. Il termine en affirmant qu'il ne veut pas nuire financièrement au Moniteur acadien en déménageant ses bureaux près de Shédiac, bien que les deux tiers des lecteurs de L'Évangéline résident dans la province.

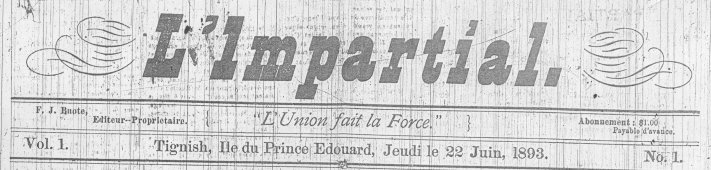
Le premier numéro de L'Impartial.

Jusqu'en 1893, les Acadiens de l'Île-du-Prince-Édouard devaient se contenter de journaux néo-brunswickois ou néo-écossais. C'est le 22 juin de cette année que Gilbert Buote fonde L'Impartial à Tignish. Buote désire combattre l'anglicisation et promet un journal neutre sur le plan politique, d'où son nom, même s'il promet défendre les intérêts acadiens durant une campagne électorale. Cette réputation de neutralité sera mise en doute en 1896, lorsque le journal prendra la part du Parti conservateur durant la Question des écoles du Manitoba puis pour le Parti libéral à partir de 1904. Cette situation fait perdre de nombreux abonnés au journal. Buote tente de mettre en pratique la devise du journal, L'union fait la force, en encourageant les Acadiens à se doter de leurs propres institutions. Selon George Arsenault, la fondation de L'Impartial représente ainsi le principal événement de la communauté acadienne de la province à la fin du siècle. Ainsi, l'Association des instituteurs acadiens, proposée par son journal, fut l'organisme principal de la communauté acadienne de l'île jusqu'à la fondation de la Société Saint-Thomas d'Aquin en 1919. François Buote succède à son père à la direction du journal et tente de redresser le journal mais doit en suspendre la publication en 1915. Il décède en 1921, alors qu'il tentait de rééditer le journal. Une étude partielle du contenu du journal démontre que Gilbert Buote a publié beaucoup d'articles sur l'histoire et la généalogie locale, laissant ainsi de nombreuses sources pour les historiens.

### 1905 à 1945

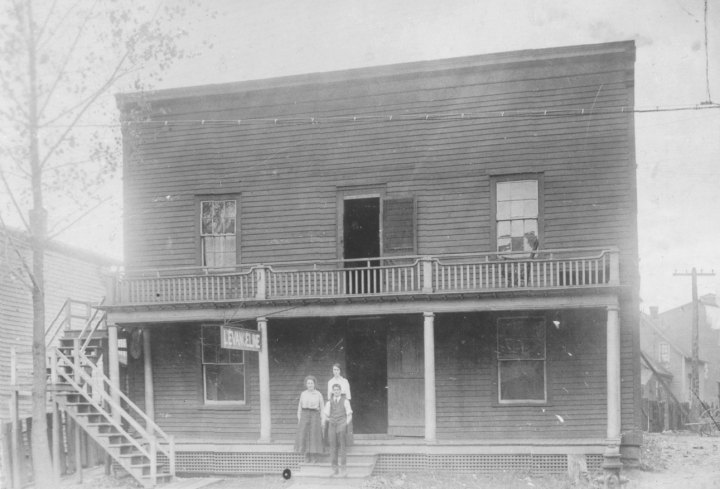
Le premier édifice occupé par L'Évangéline à Moncton.

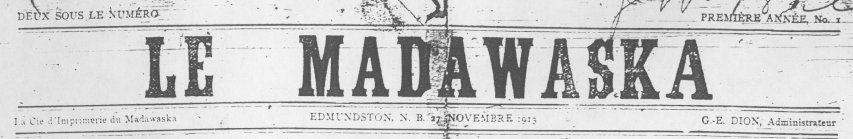
Le premier numéro du Madawaska.

L'implantation de L'Évangéline à Moncton en 1905, ville voisine de Shédiac, ne semble pas nuire aux ventes du Moniteur acadien. Par contre, les deux journaux s'accusent mutuellement de leurs orientations, L'Évangéline étant libéral et Le Moniteur acadien conservateur. Le déménagement est très mal vu par les lecteurs de la Nouvelle-Écosse, certains affirmant que c'est un second exil d'Évangéline, en référence au poème de Longfellow.
La publication du Moniteur acadien est suspendue le 25 octobre 1918, après le décès de George-Antoine, fils du propriétaire Fernand Robidoux. Ce dernier meurt à son tour en 1921 et les autres membres de la famille publient à nouveau le journal entre le 20 novembre 1924 et le 7 janvier 1926.
La région frontalière canado-américaine du Madawaska possède un fort sentiment identitaire et des efforts ont tôt été faits pour obtenir un journal. C'est ainsi que fut publié Le Journal du Madawaska à Van Buren, au Maine, entre 1902 et 1906. En novembre 1913, Albert-M. Sormany et Maximilien-D. Cormier fondent Le Madawaska. L'hebdomadaire compte 4 pages en français avec quelques textes en anglais. Joseph-Gaspard Boucher en devient propriétaire en 1926 et ses descendants publient toujours le journal. Cette publication se démarque par son nationalisme, appelant à la revitalisation de la Société nationale de l'Acadie, encourageant les Madawaskayens à célébrer la Fête nationale de l'Acadie et soutenant la société d'assurances Assomption Vie; il n'est pas certain que les Madawaskayens se soient reconnus dans les idées du journal.

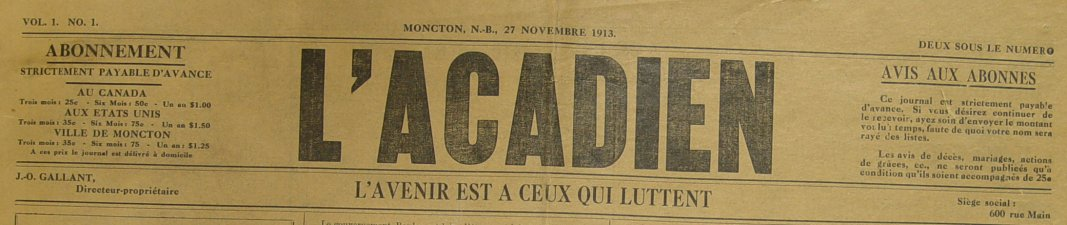
Le premier numéro de L'Acadien.

Charles Guérin, journaliste à La Presse, décide de fonder un journal pour les Acadiens lors d'un voyage à Néguac. Il imprime alors La Justice à chaque semaine à partir du 12 avril 1912, dans l'imprimerie d'un journal anglophone de Miramichi. Voyant que l'entreprise n'est pas rentable, Guérin fait venir l'enseignant T.-D. Robichaud de Néguac, qu'il ne connait pas mais qui a défendu La Justice face à un correspondant de L'Évangéline. Robichaud fait fonctionner le journal jusqu'en 1907, où il perd l'imprimeur. Robichaud deviendra journaliste à L'Évangéline en 1909.
L'Acadien est fondé à Moncton le 27 novembre 1913 pour faire opposition à L'Évangéline, devenu trop conservateur selon ses détracteurs. L'Acadien est effectivement très politisé et critique souvent L'Évangéline et Le Moniteur acadien. De plus, plusieurs employés de L'Évangéline rejoignent cette nouvelle publication, qui lui retire aussi plusieurs lecteurs. Au départ hebdomadaire, le journal devient bi-hebdomadaire en 1915 puis, après quelques brèves interruptions, cesse définitivement de paraître en 1926.
La Nation, financé par le Parti conservateur, est publié aux environs de 1929 et 1930 à Moncton et son rédacteur est Fernand Robidoux, l'ancien propriétaire du Moniteur acadien. 
La Nouvelle-Écosse était alors sans journal francophone depuis le départ de L'Évangéline en 1905. Désiré d'Éon fonde alors le Petit Courrier le 17 février 1937 à Pobomcoup-Ouest. Il écrit dans le premier numéro qu'il est conscient que le journal est modeste, que son avenir est incertain et qu'il désire que chaque néo-écossais se reconnaisse dans ce journal francophone. d'Éon publie ce journal de 8 à 12 pages chaque semaine jusqu'en 1972.
Mgr Arthur Melanson, premier archevêque de Moncton, fonde en août 1937 l'Ordre social, un journal à caractère religieux. Il est fusionné à L'Évangéline en 1944, probablement pour éviter sa faillite.
La revue Vie Française, de Québec, publie des informations sur les Acadiens à partir de 1944.

### 1945 à nos jours

#### Évolution et fermeture de L'Évangéline
L'Évangéline devient bi-hebdomadaire en 1947, tri-hebdomadaire en 1948 puis quotidien le 12 septembre 1949, date à laquelle il compte 8 000 abonnés. Malgré cela, les déficits annuels s'accumulent, que des collectes paroissiales arrivent à peine à combler. À la suite de la publication d'un rapport, L'Évangéline devient en 1965 la propriété d'une filiale d'Assomption Vie, avant d'être cédé en 1974 aux Œuvres de presses acadiennes, un organisme à but non lucratif, propriété de l'Assomption Vie et des UNI Coopération financière. Le journal avait entretemps été renommé le Progrès-l'Évangéline entre 1970 et 1972. L'Évangéline devient un tabloïd en 1971 puis voit son nombre d'abonnés passer de 8 000 à 21 000 en 1980, avant de chuter à 17 000 en 1982.
L'Évangéline a eu une influence sur le nationalisme acadien tout au long de son existence mais c'est durant les années 1950 que cette influence se fait le plus sentir, sous la direction d'Émery Leblanc assisté de Jean Hubert et d'Euclide Daigle. Dans un document de 1962], Jean Hubert élabore sa vision de L'Évangéline et affirme que ce n'est pas « le journal de l'Église mais le journal d'un peuple, une presse nationale de caractère catholique puisque ce peuple est catholique ». En 1962, dans son étude des éditoriaux du journal couvrant les années 1950, Raymond Daigle constate que L'Évangéline tente de conserver une identité acadienne basée sur la foi, la langue et l'attachement au passé. Daigle et accuse L'Évangéline ainsi que l'élite traditionaliste acadienne de s'isoler et d'être responsable d'une distanciation entre Acadiens et Québécois puis entre francophones et anglophones. Il conclut que L'Évangéline, à son époque, constitue un bastion du nationalisme traditionnel qui n'arrive plus à imposer sa réalité. Quoi qu'il en soit, les jeunes des années 1960, influencés par la révolution tranquille du Québec, veulent rompre avec le passé et proposent même d'oublier le mot acadien pour le remplacer par francophone.
L'Évangéline cesse de paraître le 27 septembre 1982.
Selon Marc Johnson, L'Évangéline aurait disparu en raison de son « inadaptation aux nécessités de l'information moderne ».

#### Autres journaux
Le premier journal fondé après la Seconde Guerre mondiale est le Tracadie News, qui est bilingue et n'a survécu que pour quelques numéros en 1947. The Cataract - La Cataracte est un autre journal bilingue, fondé à Grand-Sault en 1952, qui lui existe encore. L'Aviron est un tabloïd français de 12 à 16 pages fondé en 1962 à Campbellton par Rachel et Fernand Guérette. Il dessert le nord du Nouveau-Brunswick et la Gaspésie et reste populaire malgré son changement de propriétaire et sa séparation en deux éditions différentes. À la même époque, Caraquet connaît une période active en termes de publications. Le Voilier est distribué mensuellement par Corinne Blanchard à partir de 1965 puis Léandre Ferron l'achète en 1969 et le transforme en hebdomadaire en 1973. En 1977, Alphé Michaud et ses associés achètent simultanément Le Voilier et le Bathurst Tribune, qui possède une section française. Les nouveaux propriétaires remplacent alors le Bathurst Tribune par Le Point, aussi publié à Bathurst. En 1983, Alphé Michaud fusionne ses deux publications pour former Le Voilier - Le Point, possiblement pour remplacer le défunt L'Évangéline. Il fonde en 1984 Le Week-end, un journal de fin de semaine. La compétition force la fermeture du Voilier- Le Point en février 1988. Le Voilier reparaît à Caraquet en août de la même année mais disparaît en juillet 1990. Yvon Laliberté avait fondé Le Journal acadien en 1971 dans la même ville pour concurrencer Le Voilier, sans succès.
L'hebdomadaire Le Radar est fondé en 1972 aux îles de la Madeleine.
Au campus de Moncton de l'Université de Moncton, de nombreux journaux étudiants vont naître, notamment "L'Embryon" en 1970, "La Jaunisse" en 1973, qui se transformera et sera renommé plus tard en 1977 "Le Front". Le Front est encore publié à ce jour comme hebdomadaire, format papier et sur le web. 

En 1972, Cyrille Leblanc fonde l'Imprimerie Lescarbot et achète l'entreprise de Désiré d'Éon, le fondateur du Petit Courrier. Il déplace la publication à Yarmouth pour en faire un journal provincial, Le Courrier de la Nouvelle-Écosse. En 1987, 17 associations provinciales et locales fondent la Société de presse acadienne, un organisme à but non lucratif, se portent acquéreurs des actions de Désiré Leblanc, devenant ainsi propriétaire de l'Imprimerie Lescarbot. Le Courrier est publié à 4 000 exemplaires en 1991, et ce dans toutes les communautés acadiennes de la province.
La Société Saint-Thomas d'Aquin lance à l'été 1975 un mensuel, La Voix acadienne, pour desservir la population acadienne de l'Île-du-Prince-Édouard. Cette publication est très attendue car la population est privée de publication locale en français depuis la fermeture de L'Impartial en 1915. Le journal se définit comme « la voix de la communauté, sa conscience, sa source d'idées nouvelles [...] chien de garde des intérêts de la communauté ». La Voix acadienne devient hebdomadaire en 1976 et est imprimé à 1200 exemplaires en 1991, avec tout de même 225 abonnés à l'extérieur de l'île.
Bernard Richard fonde La Boueille en 1975 à Cap-Pelé. D'abord bimensuel puis hebdomadaire, le journal est acheté par Alphé Michaud de Caraquet puis déplacé à Shédiac. Sa fermeture en 1981 est probablement due à l'éloignement de l'éditeur et de la non-rentabilité. Cette fermeture, conjuguée à celle de L'Évangéline, pousse le comité culturel de la Batture de Shédiac à fonder à l'été 1983 un hebdomadaire gratuit. La publication reprend l'été suivante, cette fois avec une équipe rémunérée. L'entreprise est constituée en 1985 et le journal est renommé Le Moniteur, avant de reprendre le nom du doyen des journaux acadiens fondés à Shédiac en 1867, Le Moniteur acadien. Pro-Kent est fondé à Richibouctou en 1985, de même que 'L'Express du Sud-Est en 1987, dont la publication est déplacée à Moncton en 1988.
L'hebdomadaire L'Action régionale est publié à Grand-Sault depuis le 22 avril 1991, en compétition directe avec The Cataract - La Cataracte.

#### Remplacement de L'Évangéline

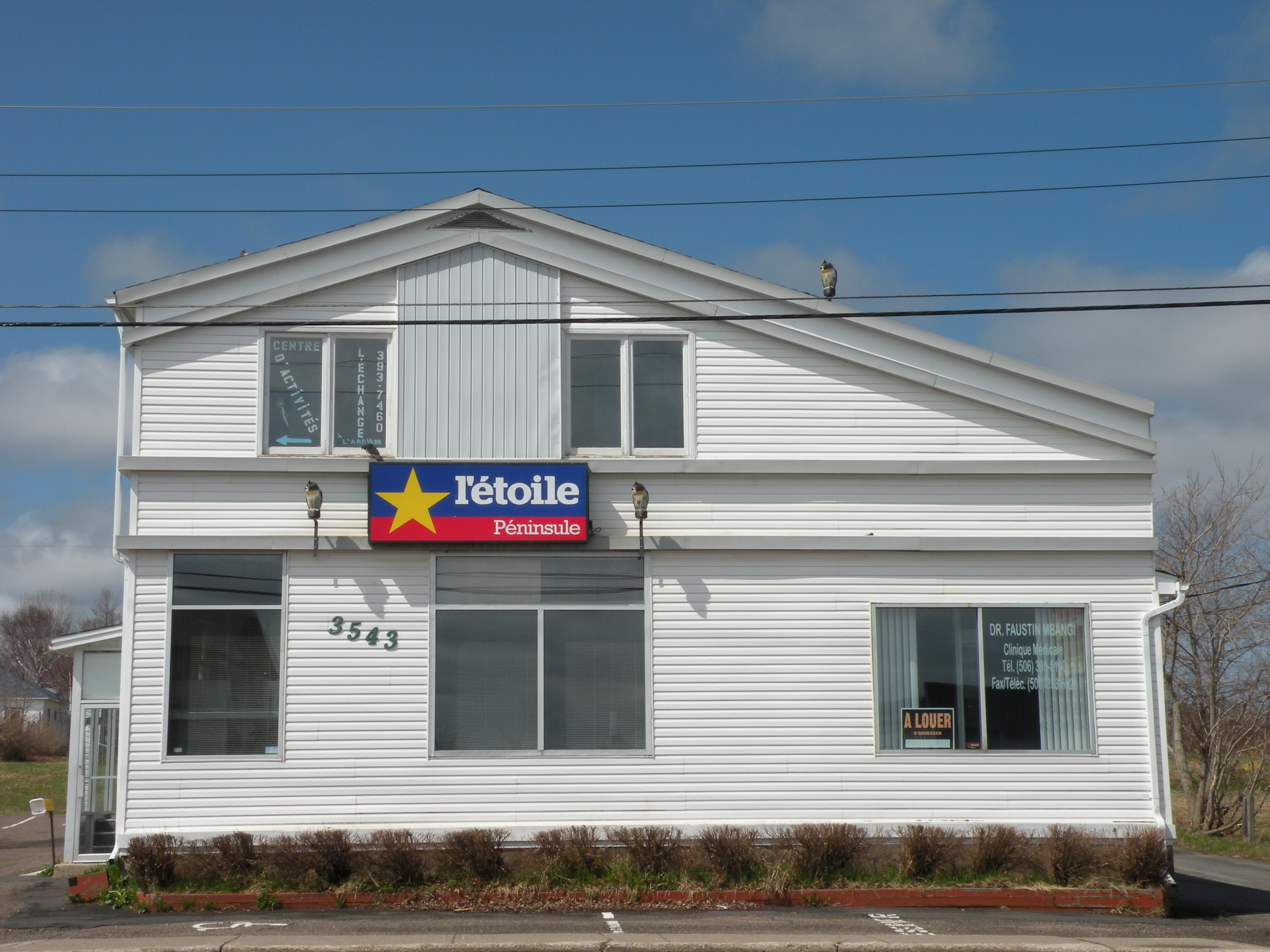
Locaux de L'Étoile Péninsule, à Tracadie-Sheila.

La fin de L'Évangéline, survenue le 27 septembre 1982, surprend tout le monde. Cette réaction d'incrédulité explique probablement le fait qu'aucune action n'est tentée pour sauver le journal. Suivant les recommandations d'une commission d'enquête qui déterminait qu'un journal provincial ne pouvait fonctionner sans subventions, Ottawa et Fredericton créent une société pour fonder un nouveau journal ainsi qu'un fonds de fiducie de 6 millions de dollars destiné à sa distribution. Après avoir amassé 250 000, un groupe d'hommes d'affaires fondent le quotidien L'Acadie nouvelle à Caraquet en 1984. L'accueil de ce nouveau quotidien est mitigé. Le Matin est fondé le 11 août 1986 et est distribué à travers le Nouveau-Brunswick. Il n'arrive pourtant pas à tous les lecteurs de L'Évangéline et son nombre d'abonnés passe de 20 000 à 8 000 au cours de sa première année d'édition. Malgré les efforts du sénateur J.-M. Simard pour sauver le journal de la faillite, celui-ci cesse de paraître le 29 juin 1988. Alors qu'un groupe de citoyens du Sud-Est tente de relancer le journal avec l'aide du groupe Unimédia, le premier ministre Frank McKenna transfère le fond de fiducie à L'Acadie Nouvelle, bloquant le projet. À la suite de ces développements, L'Acadie Nouvelle est graduellement distribué à l'échelle de la province, alors que son tirage passe de 5 500 exemplaires en 1984 à 18 500 en 1991. Afin de mieux desservir le sud de la province, L'Acadie Nouvelle ouvre en 1992 un bureau à Dieppe, embauchant 14 personnes. Des succursales publicitaires ont plus tard été ouvertes à Tracadie-Sheila et Bathurst. En 2002, le journal achète son imprimeur, Acadie Presse. Une édition du samedi est lancée en août 2003, avec un succès immédiat.
En 2009, L'Acadie Nouvelle est touchée par la crise économique alors que ses ventes baissent de 10 %. Six employés sont alors mis à pied, les salaires sont réduits et le journal cesse d'être publié lors des jours fériés. À ce moment, l'éditeur Brunswick News possède 3 des 4 quotidiens du Nouveau-Brunswick ainsi que les deux tiers des hebdomadaires. Plusieurs personnalités questionnent cette concentration des médias et les prises de positions des publications de Brunswick News dans certains dossiers chauds comme l'accès aux soins de santé en français. L'hebdomadaire L'Étoile, qui était auparavant publié par Brunswick News dans le sud-est du Nouveau-Brunswick, devient un journal provincial gratuit le 6 août 2009, avec un tirage de 100 000 exemplaires. La direction de L'Acadie Nouvelle affirme ne pas s'inquiéter de ce nouveau concurrent. Le mois suivant, l'activiste et journaliste Jean-Marie Nadeau passe de L'Acadie Nouvelle à L'Étoile, ce qui lui vaut plusieurs critiques. Une entente est signée au cours du mois d'août entre la Société nationale de l'Acadie et L'Acadie nouvelle, qui permettra au quotidien de publier des nouvelles hebdomadaires sur les communautés acadiennes à l'extérieur du Nouveau-Brunswick.

## Radio
La première station de radio canadienne, CFCF, fut inaugurée en 1919. Les premières stations anglophones des Maritimes apparaissent vers les années 1920. En 1924, le Canadien National inaugure un réseau de stations de radio national et l'une des premières stations, CNRA, est fondée à Moncton. Une programmation destinée aux francophones est produite à Montréal et rediffusée à la station de Moncton. Ces stations ont un auditoire important avant que les stations américaines de grande puissance fassent leur apparition sur les ondes. Radio-Canada est fondé en 1932 mais son réseau francophone reste limité au Québec. En 1933, le docteur Carl Houde fonde la station francophone CHNC à New Carlisle, au Québec. Elle peut être captée dans toutes les Maritimes et reste en fait la seule station unilingue française durant deux décennies. Tout en restant privée, la station devient un diffuseur de Radio-Canada en 1947. Entretemps, à Edmundston, CJEM-FM diffuse à partir de 1944 mais son rayonnement est limité. L'absence de véritable station acadienne commence à inquiéter certains et un groupe de personnalités acadiennes fait pression auprès du gouvernement fédéral, au moment où L'Évangéline mobilise la population à ce sujet. En 1950, Clément Cormier et Calixte Savoie présentent un mémoire à la Commission Massey, demandant la création d'un service de radio en français pour les Acadiens. Le rapport de la Commission Massey, présenté en 1951, recommande à la Société Radio-Canada d'implanter une station destinée à cette population. La station CBAF est ainsi fondée en 1954 à Moncton. La proportion de la programmation locale tarde à augmenter et il faut attendre 1959 pour qu'un réseau de stations relais soit installé dans les régions acadiennes hors de portée de l'émetteur de Moncton. La première radio privée, CJVA-MA, a été fondée à Caraquet en 1977. Une autre station MA diffusait à Moncton entre 1980 et 1983. Le nord du Nouveau-Brunswick fut ensuite desservi à partir de 1987 par CKLE, une station de Bathurst, qui a absorbé CJVA. La radio communautaire s'est développée tardivement. CKUM-FM, la radio étudiante de l'Université de Moncton, est diffusée à l'extérieur de l'établissement depuis 1982. CKRO, à Pokemouche, a été fondée en 1988, suivi en 1991 du réseau CFAI d'Edmundston, de Grand-Sault et de Kedgwick. CKJM diffuse à Chéticamp à partir de 1992 puis étend son rayon d'action à Pomquet, une région en voie d'anglicisation.

## Télévision

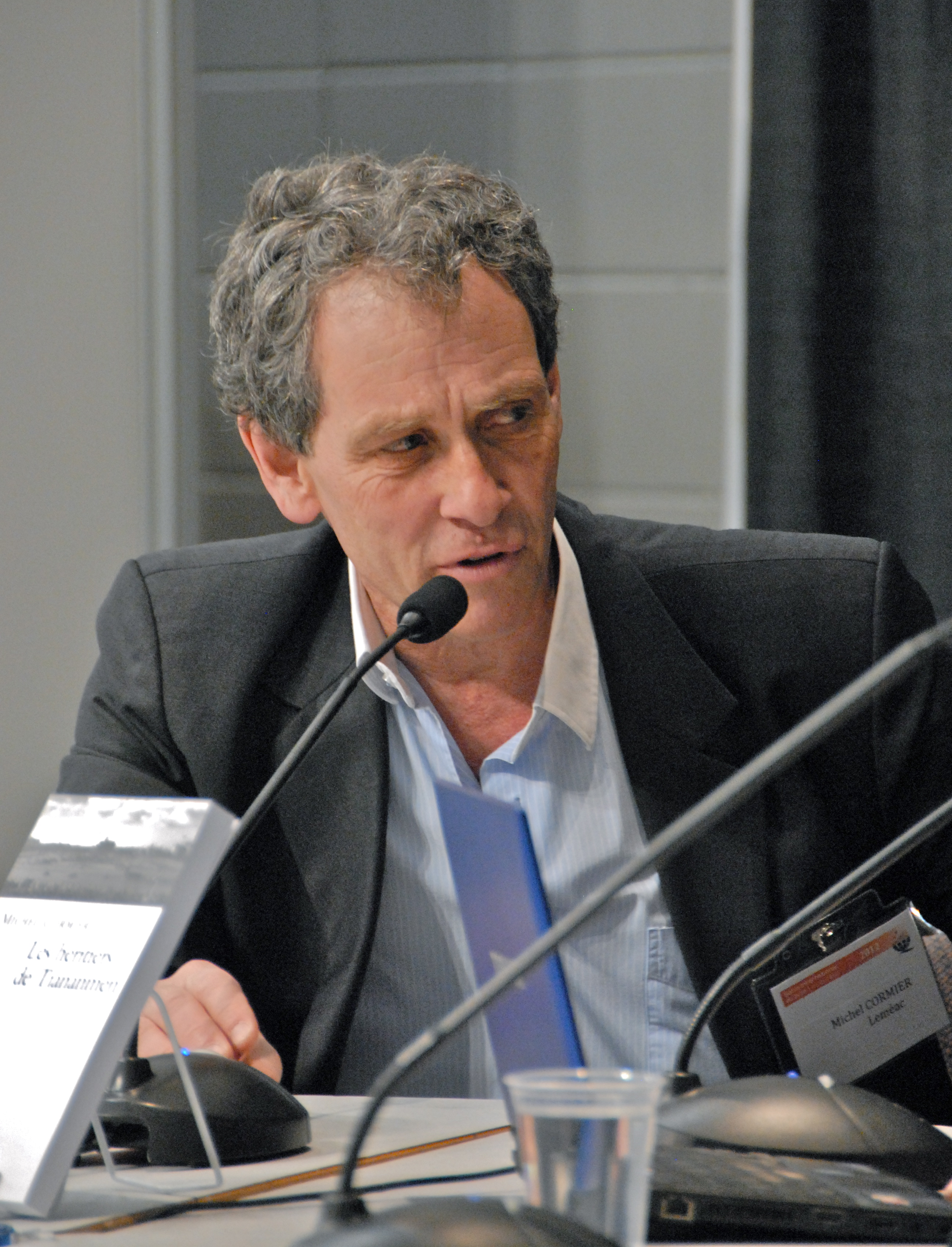
Le journaliste Michel Cormier.

En 1956, des démarches sont faites par des personnalités acadiennes auprès de la Commission Fowler. Cette dernière publie son rapport en 1957 et suivant ses recommandations, la Société Radio-Canada ouvre une station à Moncton. Cette dernière est de faible puissance, desservant seulement le sud-est de la province, et ne produit aucune émission. 
Charles Houde, qui était aussi le fondateur de la radio CHNC, fonde à New Carlisle en 1957 la station de télévision CHAU-TV, avec J.Léo Hachey de Bathurst. Le premier studio de production est inauguré à Moncton en 1970.
En 1978, la SAANB, aidée financièrement par le gouvernement du Québec, produit une étude sur les médias en Acadie. L'auteure Francine Lalonde conclut alors que le service à l'époque est inadéquat et propose un plan de développement. Elle conclut que l'image projetée par les médias proviennent surtout des cultures anglaises, québécoises et américaines. En 2007, la Société nationale de l'Acadie présente une étude soutenant que la Télévision de Radio-Canada accorde trop de place aux enjeux du Québec comparativement à la francophonie canadienne. En 2008, Radio-Canada Atlantique est renommé Radio-Canada Acadie, alors que son édition du Téléjournal devient Le Téléjournal-Acadie. En avril 2009, une étude de l'Université de Moncton présentée par la SNA critique le peu de place laissé aux provinces de l'Atlantique et à l'Acadie dans Le Téléjournal, comparativement à son équivalent anglophone The National. La démarche des deux études est critiquée par Radio-Canada, qui affirme pourtant vouloir en prendre note. En mars de la même année, la Société Radio-Canada supprime 800 postes, dont 10 en Acadie. Plusieurs émissions sont supprimées ou leur durée est réduite.

## Internet
En 1998, UNI Coopération financière mettent en ligne leur site corporatif ainsi que le portail Acadie.net. Le 15 novembre de la même année, le portail CapAcadie.com est mis en ligne, en tant que projet universitaire réalisé par Nadine Léger. CapAcadie.com est redessiné et remis en ligne le 18 janvier 2000. À partir du 22 mai de la même année, des nouvelles de plusieurs médias dont L'Acadie nouvelle, CJSE, CKRO et Cédici sont incluses sur le site. Promenade Acadie, le premier site d'achats en ligne, est créé en 2000. En 2002, le Guide de l'Acadie est mis en ligne sur Acadie.net. Ce guide regroupait des articles sur l'histoire, la culture et les communautés acadiennes. En 2007, Les Éditions de L’Acadie NOUVELLE (1984) Ltée et la firme de marketing Bristol créent CapAcadie inc., une entreprise souhaitant faire de CapAcadie.com un site plus dynamique. Le 21 janvier 2009, à l'aube du Ve Congrès mondial acadien, le portail d'informations CapAcadie.com est fusionné avec Acadie.net, qui a été légué par UNI Coopération financière.
Il n'existe pas de station de télévision spécifiquement acadienne. Pour cette raison, CapAcadie.com a lancé CapTV en janvier 2009. Les premiers clips diffusés portaient sur le Pays de la Sagouine. Le site avait déjà reçu 1,2 million de visites en juillet, dont 300 000 pour la seule série Acadieman vs le CMA 2009. La première saison régulière fut lancée le 16 novembre 2009.
Sur Facebook, sont nées les Niaiseries acadiennes, le 8 août 2013 au Goulet dans le Nouveau-Brunswick. Elles ont comme but premier de faire rire la population de la Péninsule acadienne en abordant plusieurs thèmes reflétant les différents aspects et attraits de la région et du Nouveau-Brunswick. Avec le temps, des Acadiens de partout ont adopté la page.

## Situation actuelle

### Journaux

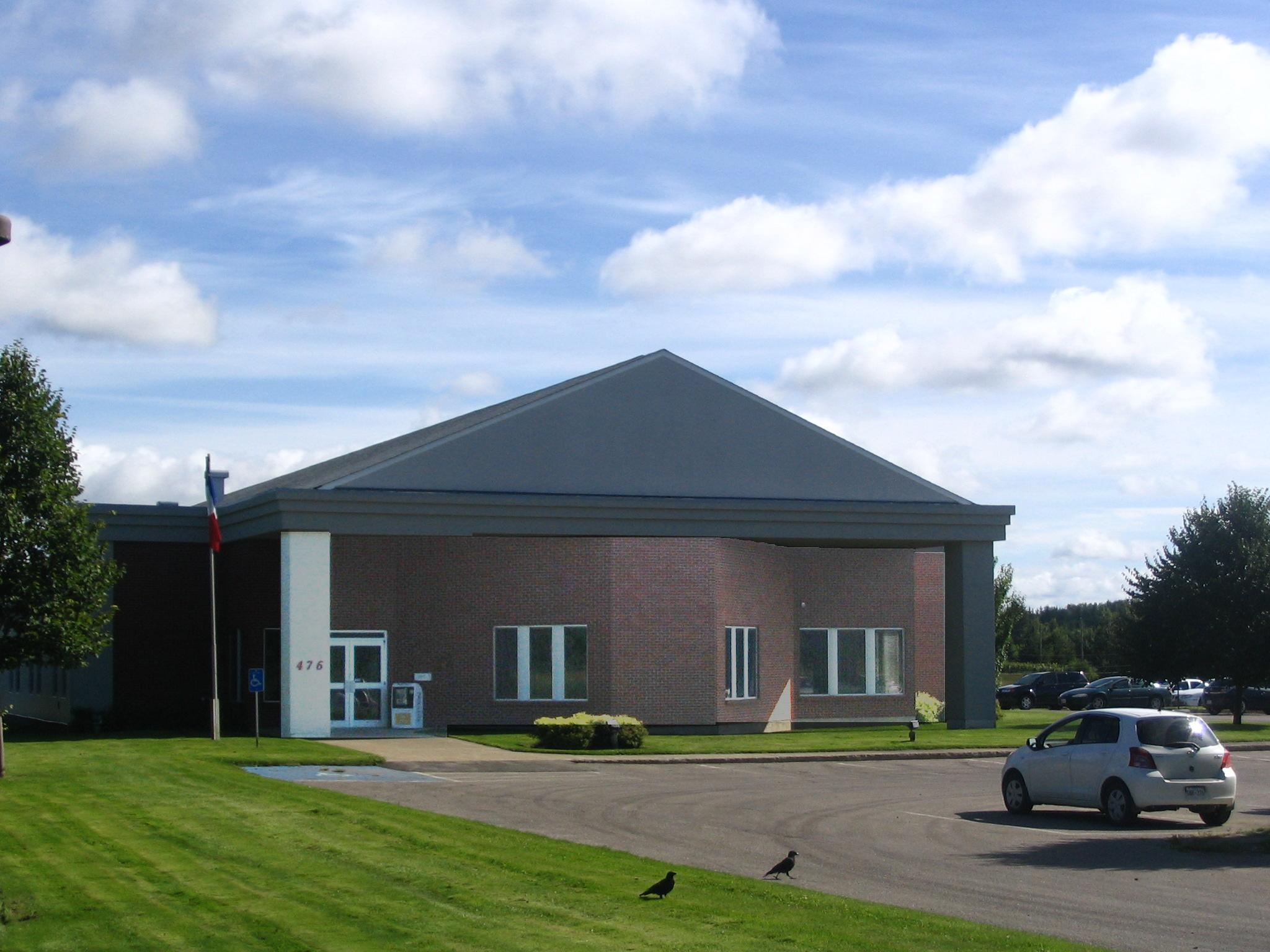
Siège-social de L'Acadie Nouvelle.

Le seul quotidien est L'Acadie nouvelle, publié à Caraquet et distribué partout au Nouveau-Brunswick. Il en est vendu 21 000 copies quotidiennement et ce nombre s'élève à 24 000 le samedi. Le journal compte également plus de 125 employés ainsi que 4 bureaux. L'hebdomadaire Le Moniteur acadien est publié à Shédiac depuis 1867. Brunswick News publie quelques hebdomadaires francophones, soit La Cataracte de Grand-Sault, l’Hebdo Chaleur de Bathurst, La République et Le Madawwaska d'Edmundston, et La Voix du Restigouche de Campbellton, qui dessert aussi la population acadienne de Gaspésie. De plus, L'Étoile est publié dans trois versions différentes à Dieppe, dans le Kent et à Shédiac. L'Université de Moncton compte deux journaux étudiants, soit L'Oculus à Edmunston et l'Hebdo Campus à Moncton. La maison d'éditions Cédici, de Bas-Caraquet, publie des journaux mensuels à Bas-Caraquet, Lamèque, Le Goulet, Miramichi, Sainte-Marie-Saint-Raphaël, Rogersville, Shippagan, Tracadie-Sheila et Bathurst. Le Saint-Jeannois est un journal communautaire pour les francophones de la région du grand Saint-Jean. Vibrant est un magazine bilingue sur la santé publié dans le sud-est de la province par Brunswick News en collaboration avec South-East Regional Health Authority. Welcome, aussi publié par Brunswick News, est un magazine d'information sur le divertissement bilingue publié mensuellement à Moncton (avec aussi une version unilingue anglaise à Fredericton). 
La Nouvelle-Écosse compte un hebdomadaire francophone, Le Courrier de la Nouvelle-Écosse, publié à La Butte. L'Île-du-Prince-Édouard possède La Voix acadienne, publié à Summerside. Le Gaboteur est publié 21 fois l'an à Terre-Neuve-et-Labrador.

### Télévision

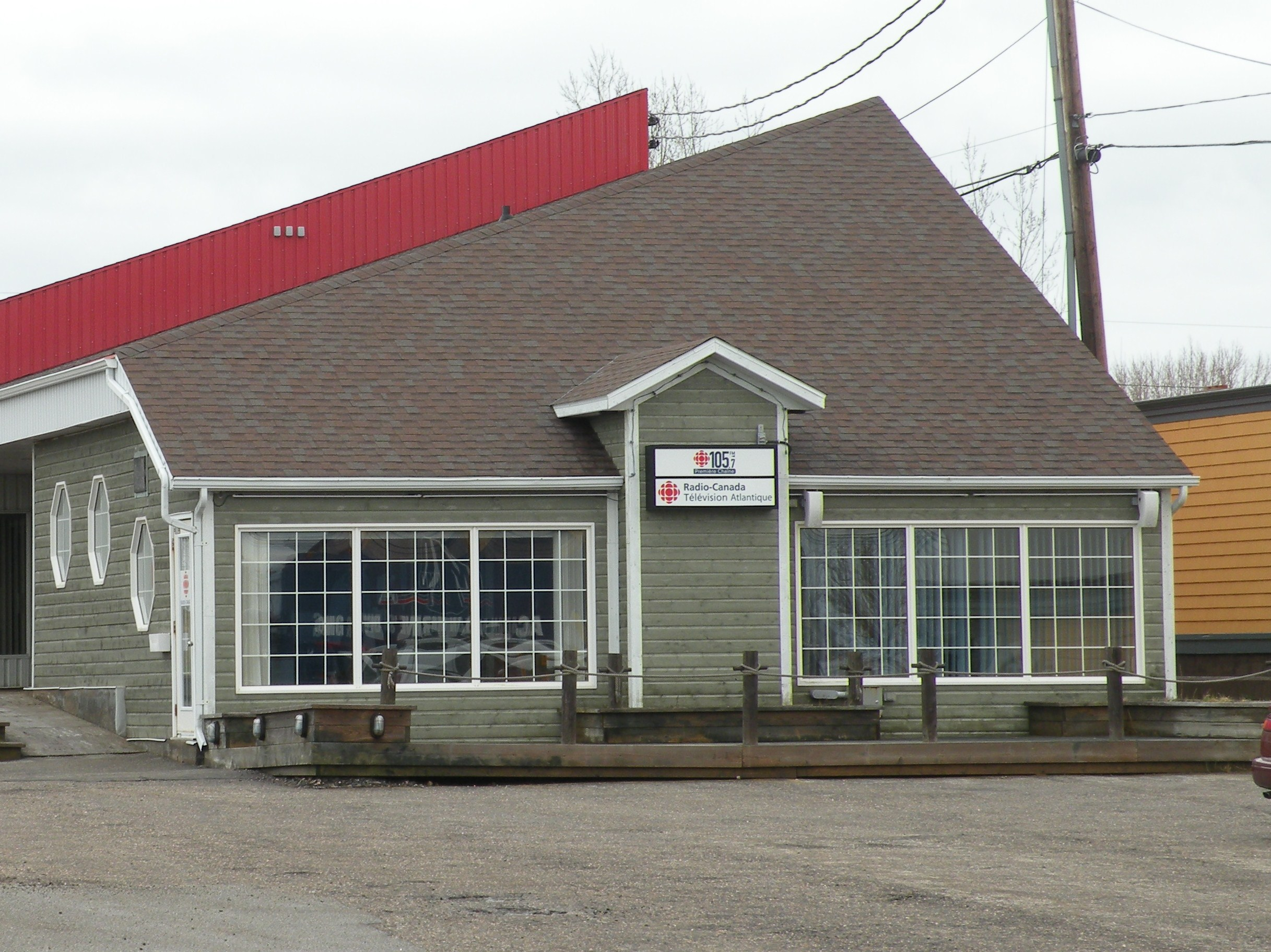
Locaux de Radio-Canada Acadie à Caraquet.

La Télévision de Radio-Canada (CBAFT-DT) couvre maintenant tout l'est du Canada et compte des bureaux locaux à Bouctouche, Caraquet et Moncton. La province de Québec dispose de plusieurs autres chaînes francophones, dont le réseau TVA et sa station régionale de CHAU-TV qui compte des programmes destinés à la région acadienne de la baie des Chaleurs. Le réseau communautaire TV Rogers possède plusieurs stations, incluant à Caraquet, Moncton, Bathurst et Edmundston. Sur le câble, TV5 Québec Canada est aussi capté, ainsi que la station Saint-Pierre et Miquelon 1re. Chéticamp, en Nouvelle-Écosse, bénéficie de la station CHNE-TV. Malgré l'offre francophone, les stations anglophones restent encore populaires, parmi elles se trouvent CBC Television, CTV et Global.

### Internet
En plus de CapAcadie.com, il existe aussi Jminforme.ca, propriété de Brunswick News, diffuse des informations destinés au Canada Atlantique en français, provenant des différents journaux de l'éditeur ainsi que de La Presse canadienne.

## Culture

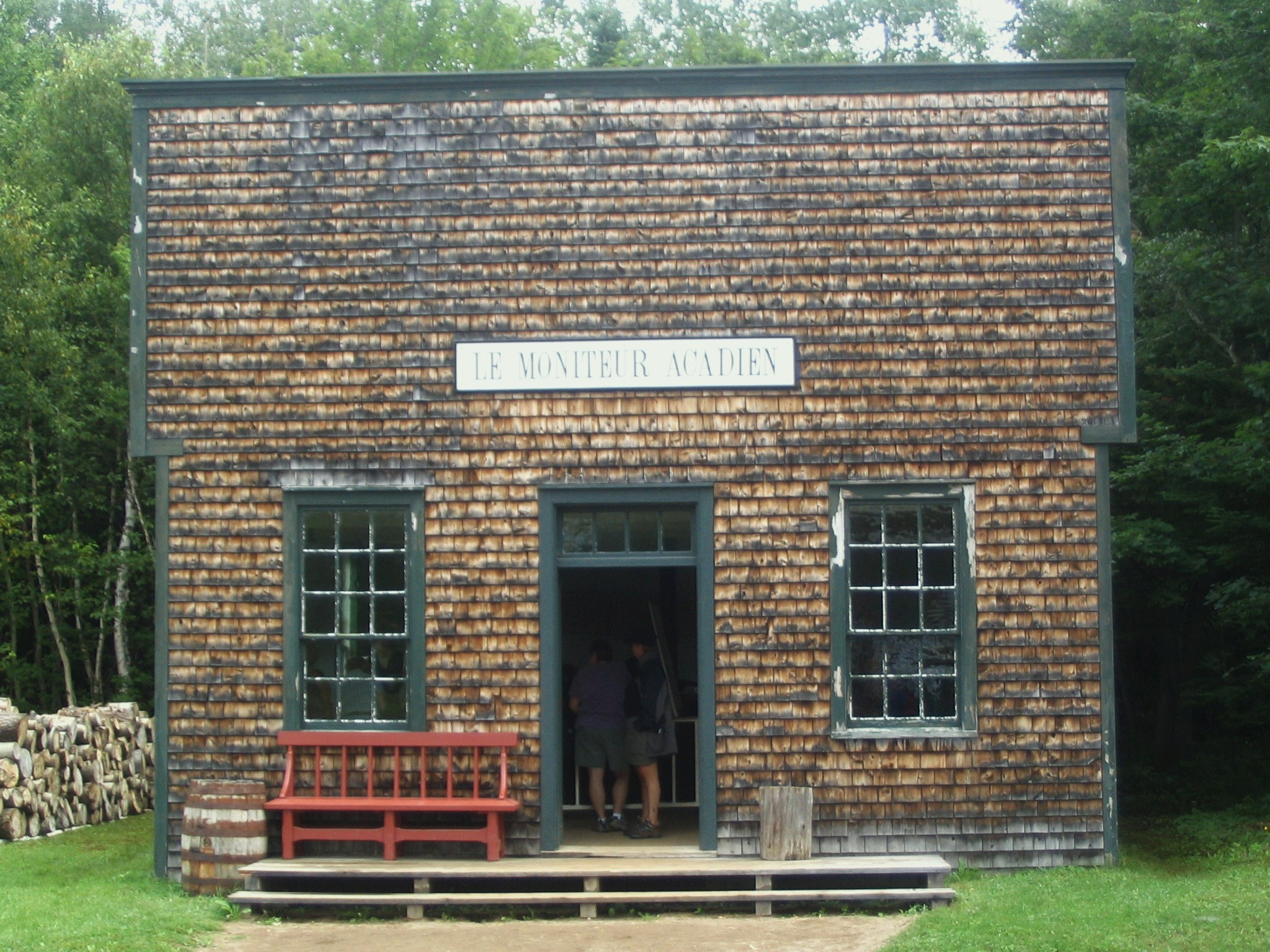
L'édifice original du Moniteur acadien.

Les médias occupent une certaine place dans la culture acadienne. Dans Acadieman vs. le C.M.A. 2009, le canal fictif « TV-Acadie » apparaît à plusieurs reprises. De plus, le personnage principal est invité dans une parodie de Tout le monde en parle.

## Historiographie
La presse acadienne a été très peu étudiée. Quelques textes ont été publiés depuis les années 1960, dont « Les Moyens d'information » de René Beaudry (1966) et « État des recherches sur la presse française en Acadie » de Roger Lacerte (1975). La première étude générale, intitulée « Les médias en Acadie », a été effectuée en 1993 par Gérard Beaulieu. Chaque Provinces maritimes possède un index de ses journaux. La collection complète de certains journaux existe, un inventaire complet de L'Évangéline a même été fait par le Centre d'études acadiennes.